# Szewc (gra)

Przykładowa rozgrywka

Wariant1

Szewc – tradycyjna gra, znana pod różnymi nazwami i uprawiana w wielu krajach. W Polsce można się również spotkać z nazwą gra w kreski.

## Zasady gry
Grę rozpoczyna się z pustą kartką, gracze na przemian stawiają kreski na krawędziach kratek. Gracz, który jako ostatni wykona ruch zamykający pewien obszar, przejmuje go i cieniuje (lub w inny sposób oznacza) jako swoje terytorium. Gra toczy się do zacieniowania ostatniej wolnej kratki. Gracz, którego terytorium jest większe, wygrywa.
Zwykle w kreski gra się w dwie osoby, w grze może jednak uczestniczyć większa liczba graczy. Nie ma ograniczeń co do wielkości planszy, najczęściej stosuje się kartkę formatu A5.

## Warianty

### Wariant 1
Można też grać w szewca umawiając się, iż w jednym ruchu, wrysowując jedną kreskę, można zdobyć tylko jeden, nie więcej kwadracików. Można też ustalić, że gracz, który w swoim ruchu zdobył jeden lub więcej kwadracików, ma prawo wykonać ruch następny.

### Wariant 2
Istnieje też wariant, w którym zadaniem graczy jest zdobycie jak największej liczby pól kosztem przeciwnika. Gra ta może mieć różne kształty i rozmiary planszy. Pierwszą linię stawia gracz rozpoczynający grę i musi ona dotykać chociaż jednej kropki. Kolejne ruchy mogą zaczynać się od poprzednich kresek bądź od kropek ograniczających planszę. Po stworzeniu dowolnej, zamkniętej przez kreski przestrzeni, gracz stawiający zamykającą linię, zakreśla obranym wcześniej symbolem wszystkie pola tej planszy.

Gra w Szewca krok po kroku
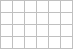
Kartka w kratkę
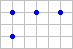
Rysujemy kropki tworzące planszę
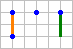
Stawiamy pierwsze kroki od kropek
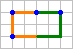
Stawiamy kolejne kroki, tutaj widać już zamknięte pole
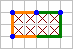
Gracz oznakowuje pole zamknięte przez siebie